# Vladimír Kinder
Vladimír Kinder (ur. 9 marca 1969 w Bratysławie, Czechosłowacja) – słowacki piłkarz występujący na pozycji obrońcy. W reprezentacji Czechosłowacji rozegrał jedno spotkanie. Po rozpadzie państwa grał w reprezentacji Słowacji w 39 meczach zdobywając jedną bramkę. W 2005 roku zakończył karierę sportową.